# Daddy DJ (låt)
"Daddy DJ" är en elektronisk dancelåt inspelad av den franska gruppen Daddy DJ. Låten skrevs av gruppmedlemmarna David Le Roy och Jean Christophe Belval, och släpptes den 22 juni 2000 som deras första singel från debutalbumet Let Your Body Talk (2001). Den blev en stor hit i flera europeiska länder med förstaplaceringar i Belgien (Vallonien), Norge och Sverige samt topp 10-placeringar i Danmark, Finland, Frankrike, Nederländerna och Tyskland. Det har även gjorts en animerad musikvideo till låten.
Låten berättar om en kille som blir lämnad själv hemma av sin DJ-pappa när allt han vill är att få följa med honom på dansgolvet.

## Låtlista
CD-singel
1. "Daddy DJ" (Chico and Tonio radio edit) — 3:36
2. "Daddy DJ" (original extended mix) — 5:46

CD-maxi
1. "Daddy DJ" (Chico and Tonio radio edit) — 3:38
2. "Daddy DJ" (original radio edit) — 3:44
3. "Daddy DJ" (G-box 2 steps lullaby mix) — 3:41

## Listplaceringar och certifikat
| Listor (2000/01)                    | Högsta position |
| ----------------------------------- | --------------- |
| Belgien (Ultratop 50 Flandern)      | 8               |
| Belgien (Ultratop 40 Vallonien)     | 1               |
| Danmark (Tracklisten)               | 2               |
| Finland (Finlands officiella lista) | 3               |
| Frankrike (SNEP)                    | 2               |
| Nederländerna (Nederlandse Top 40)  | 7               |
| Norge (VG-lista)                    | 1               |
| Rumänien (Romanian Top 100)         | 11              |
| Schweiz (Swiss Music Charts)        | 22              |
| Sverige (Sverigetopplistan)         | 1               |
| Tyskland (Media Control Charts)     | 7               |
| Österrike (Ö3 Austria Top 40)       | 8               |

| Land      | Cerifikat  | Sålda ex. |
| --------- | ---------- | --------- |
| Frankrike | Diamant    | 250 000   |
| Sverige   | 2× Platina | 40 000    |

## Andra texter

### "Vi sitter i Ventrilo och spelar DotA"
Basshunter har utnyttjat refrängen från "Daddy DJ" till större delen av sin låt "Vi sitter i Ventrilo och spelar DotA", med annan text.